# Armagetron Advanced

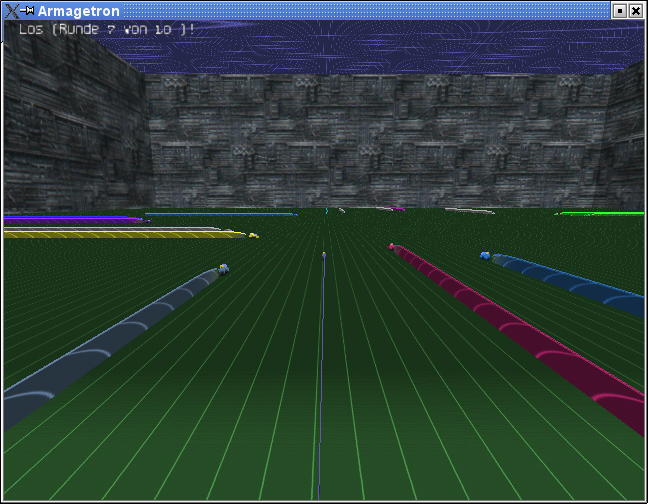
Armagetron Advanced窗口模式

Armagetron Advanced采用电影《電子世界爭霸戰》的创意，支持macOS、Microsoft Windows、Linux與OpenBSD。

## 游戏基本
游戏在一些"轻型摩托车"间进行，每辆车都在自己的道路上建立一堵光墙，它们很脆弱，不能碰撞（包括光墙）都以固定速度前进，另外只能进行90度转弯。

## 游戏模式
有多种模式：通常最后存活者胜利。
- 团队挑战：两队竞赛
  - 野战：占领对方区域，保住自方区域
- 变换：两队用各种模式竞赛
- 死亡竞赛：存活者胜
- 团队死亡竞赛：团队存活者胜
- 城堡模式：占领对方基地。可以是团队也可以是死亡竞赛。
- 竞速：比赛速度到达胜利区域
- 迷宫：到达胜利区域
- Sty Patch (formerly Pig Sty):
  - Shooting：基于团队死亡竞赛，where the object is to try to shoot the other team's players with death zones.
  - StyBall：基于团队死亡竞赛，推一个球到球门区（类似足球）

## 简史
- 2000: Walls, a prototype for Armagetron is released for Linux and Windows.
- 2001-2003: Armagetron is released and actively developed.
- 2003: Mac OS X移植发布── Ben Hines
- 2003: 作者Z-man，停止开发，关闭通讯频道。主服务器浏览器（用于互联网游戏连接的程序）继续运行。
- 2004: 一组开发者用Armagetron的资源创建了Armagetron Advanced。
- 2007: 进入Fedora，名为Armacycles Advanced[2]
- 现在: 开发继续

## 另外
- GLtron（页面存档备份，存于） - 一个类似的游戏但是没有联网功能
- 重要开源游戏列表